# Kostrzyn
Kostrzyn (germană Kostschin) este un oraș în Polonia.